# Jakob Schlesinger

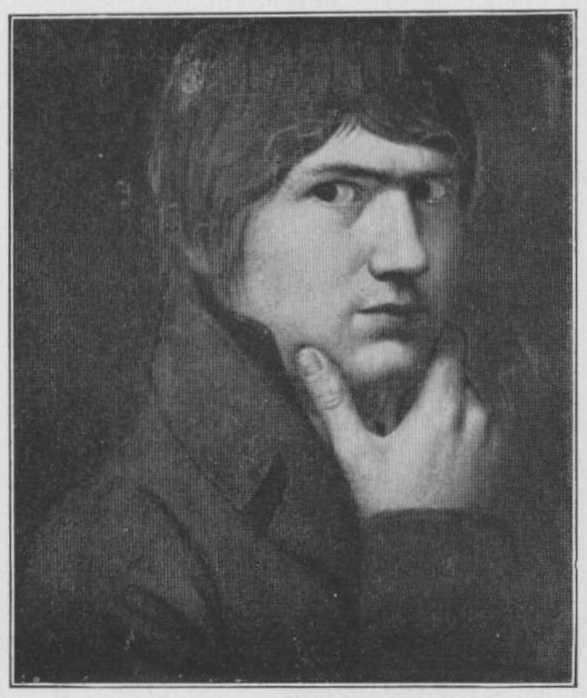
Selbstbildnis (1810)

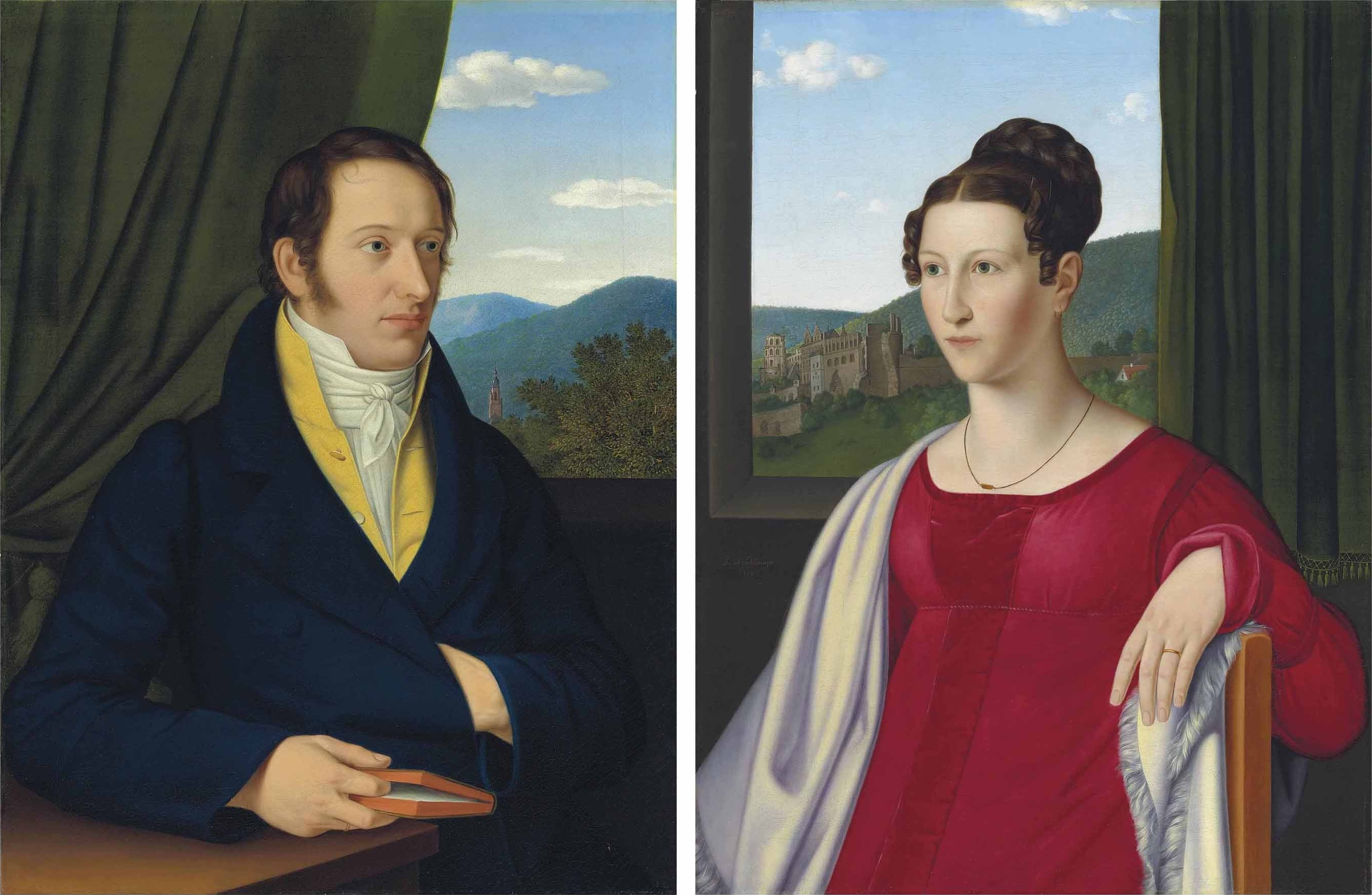
Der Heidelberger Chemiker Leopold Gmelin und seine Gattin (um 1820)

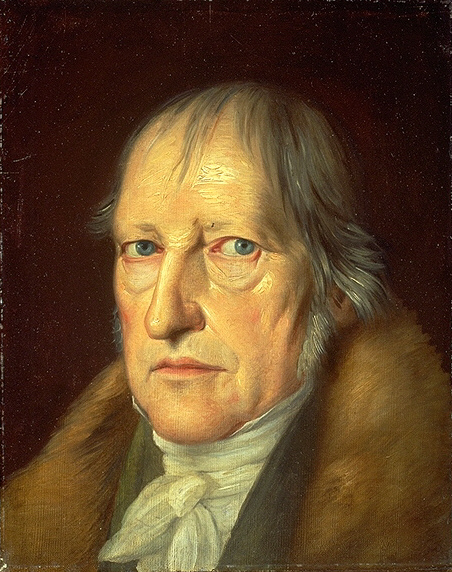
Georg Wilhelm Friedrich Hegel (1831)

Jakob Schlesinger, auch Johann Jakob Schlesinger (* 13. Januar 1792 in Worms; † 12. Mai 1855 in Berlin), war ein deutscher Maler und Restaurator.

## Leben und Wirken
Johann Jakob Schlesinger wurde als Sohn des Malers Johann Adam Schlesinger (1759–1829) und dessen Ehefrau Catharina Barbara geb. Becker geboren. Der Vater, ebenfalls ein renommierter Maler, stammte aus Ebertsheim, die Mutter aus Grünstadt. Auch der Ebertsheimer Urgroßvater Johann Trübenbach († 1781) war bereits Maler und der Lehrmeister seines Vaters.
Das Ehepaar lebte einige Zeit in Worms, wo auch der Sohn Johann Jakob zur Welt kam. Bald schon übersiedelte die Familie nach Grünstadt. Dort wuchs der Junge auf, besuchte die Lateinschule und erhielt seine erste künstlerische Schulung durch den regional sehr bekannten Vater, vermutlich auch durch den ebenfalls hier ansässigen Onkel (Bruder des Vaters) Johann Schlesinger (1768–1840).
Von 1809 bis 1816 besuchte Johann Jakob Schlesinger die Universität Heidelberg und setzte danach seine Ausbildung in Mannheim und München fort. In der Bayerischen Hauptstadt studierte er laut Matrikeleintrag ab 12. Mai 1819 „Historienmalerei“ an der Akademie der Bildenden Künste. Wegen einer Augenkrankheit musste er jedoch sein Studium für drei Jahre unterbrechen.
Besonderes Talent entwickelte Schlesinger für das Restaurieren von Gemälden. Auf diesem Feld erwarb er sich einen bedeutenden Ruf; insbesondere widmete er sich der altdeutschen Schule. Zunächst war er hauptsächlich für die Brüder Sulpiz und Melchior Boisserée in Heidelberg tätig; 1822 erhielt er eine Anstellung als Professor und Generalrestaurator an den königlichen Museen zu Berlin.
Jakob Schlesinger war nicht nur ein guter Maler, sondern auch ein ausgezeichneter Kopist mit einer Vorliebe für Werke aus dem 16. Jahrhundert. So reiste er 1821 nach Dresden und reproduzierte dort Raffaels Sixtinische Madonna für den Speyerer Dom. Für den Kunstverein in Karlsruhe lithographierte er 1834 die auf diesem Bild dargestellten Köpfe der heiligen Barbara und des Papstes noch einmal separat. Auch Landschaftsbildnisse sowie Frucht- und Blumenstücke sind von ihm bekannt, zwar in akademisch kühler Manier, aber überaus sorgfältig ausgearbeitet. Neben der Malerei betätigte sich Schlesinger auch in der gerade stark aufblühenden Kunst des Steindruckes, also der Lithographie, wozu die Motive seitenverkehrt in eine Steinplatte eingearbeitet werden mussten, die dann als Druckstock diente.

Das gegenwärtige bekannteste Gemälde Jakob Schlesingers ist sein hier abgebildetes Hegel-Porträt, das vielfach reproduziert wurde und auch als Druck im Handel ist. Die Kunsthistorikerin Annik Pietsch beurteilt es folgendermaßen:

„Der Maler und Restaurator Jakob Schlesinger porträtierte 1831 den Philosophen Georg Wilhelm Friedrich Hegel kurz vor dessen Ableben. In diesem überraschend nahsichtigen, unverhüllt lebendigen Bildnis beschreibt Schlesinger die Physiognomie und den Charakter Hegels prägnant. Das von Maria Hegel als „trefflich gelungen“ bezeichnete Porträt zeigt neben einem für die Zeit unüblichen Kompositionstyp vor allem eine ungewöhnliche maltechnische Realisierung des Inkarnats. Hierbei fällt im Vergleich zu Arbeiten seiner Berliner Zeitgenossen insbesondere die Trennung des Helldunkels und der Farbe im Bildaufbau, das lebhafte Farbenspiel, die plastische Modellierung der Malfarbe sowie die Sichtbarmachung des Herstellungsprozesses auf …“

Jakob Schlesinger war mit Charlotte Köster verheiratet, der Schwester des Malers Christian Philipp Koester.